# Branimir Bajić
Branimir Bajić (in kyrillischer Schrift: Бранимир Бајић, * 19. Oktober 1979 in Velika Obarska, Bijeljina, SFR Jugoslawien) ist ein ehemaliger bosnisch-herzegowinischer Fußballspieler und heutiger Fußballtrainer, der zuletzt beim MSV Duisburg unter Vertrag stand, dort ist er seit 2020 im Trainerstab tätig.

## Karriere

### Vereine

#### 1997–2010: Radnik Bijeljina, Partizan Belgrad, TuS Koblenz, Denizlispor
Bajić begann seine Laufbahn in der Jugend des FK Radnik Bijeljina. Von dort wechselte er im Jahr 2000 zu FK Partizan Belgrad, für den er – von einem halbjährigen Gastspiel bei Al Wahda abgesehen – bis 2007 aktiv war. Bajić wechselte gemeinsam mit seinem Mannschaftskollegen Marko Lomić nach Deutschland zum Zweitligisten TuS Koblenz. Trotz seines ursprünglich bis 2010 laufenden Vertrages wechselte er zur Saison 2009/10 erneut den Verein und lief für den türkischen Klub Denizlispor auf.

#### 2010–2018: MSV Duisburg
Im Sommer 2010 kehrte Bajić nach Deutschland zurück und heuerte beim Zweitligisten MSV Duisburg an, wo er einen Vertrag über zwei Jahre unterschrieb und Teil einer stark umstrukturierten Mannschaft wurde, der man eine schwierige Saison voraussagte. In seinem ersten Duisburger Jahr kam er unter Milan Šašić sowohl im defensiven Mittelfeld als auch in der Innenverteidigung zum Einsatz und hatte als erfahrener Spieler in einer vergleichsweise jungen Mannschaft mit soliden Leistungen Anteil an einer unerwartet starken Saison der Duisburger. Die Mannschaft erreichte völlig überraschend das DFB-Pokalfinale, wobei die „Zebras“ in der Pokalsaison zwei Bundesligisten ausschalteten und bis zum Finale nur zwei Gegentore kassierten. Das Endspiel gegen Schalke 04, in dem er über die volle Spielzeit auf dem Platz stand, ging jedoch klar mit 0:5 verloren.
In der folgenden Saison erwischte Duisburg einen schwachen Saisonstart, stand nach der Hinrunde nur auf Platz 13 und blieb lange in Abstiegsgefahr. In einem insgesamt enttäuschenden Zweitligajahr, das der MSV als Zehnter abschloss, war Bajić noch einer der stärkeren Spieler und wurde als Verteidiger mit 6 Treffern sogar bester Schütze seiner Mannschaft. Er war als Vizekapitän zudem insgesamt 19-mal Spielführer des MSV. Nach der Spielzeit verlängerte er den Kontrakt auch für die Saison 2012/13 und war fortan erster Kapitän der „Zebras“.
Seine dritte Saison in Duisburg begann verheerend: die von ihm angeführte Mannschaft verlor die ersten fünf Ligaspiele allesamt; Trainer Oliver Reck wurde bereits nach drei Partien beurlaubt. Auch Bajić konnte nicht an die Leistungen aus den ersten beiden Jahren anknüpfen und spielte eine schwache Hinrunde. Bis zum 13. Spieltag stand Duisburg auf dem letzten Tabellenplatz der 2. Bundesliga. Unter dem auf Reck folgenden Trainer Kosta Runjaic verbesserte sich die Mannschaft indes deutlich, spielte – wie ihr Kapitän – eine überzeugende zweite Halbserie, wurde Vierter der Rückrundentabelle und konnte den sportlichen Klassenerhalt frühzeitig sichern. Die sportlich achtbar abgeschlossene Saison endete jedoch mit dem Lizenzentzug und Zwangsabstieg des MSV aus der 2. Bundesliga.
Bajić blieb als Mannschaftskapitän und einer von wenigen Aktiven dem Verein allerdings auch in der folgenden Drittligasaison treu und spielte unter Karsten Baumann als Fixpunkt einer in kürzester Zeit und großer Not zusammengestellten Mannschaft eine gute Saison in Liga 3 und trug damit dazu bei, dass die von vielen Seiten befürchtete Gefahr, weiter durchgereicht zu werden, über die gesamte Spielzeit nicht konkret wurde. Die Teilnahme am DFB-Pokal 2014/15 sicherte sich der MSV durch den Gewinn des Niederrheinpokals. Wegen seiner Loyalität zum Verein auch in schweren Zeiten und durch seine verlässlich starken Leistungen wurde er besonders in dieser Saison zu einem der angesehensten Profis im Kader der Meidericher.
Im Sommer 2014 erkrankte er am Pfeifferschen Drüsenfieber, wodurch er die Vorbereitung auf die neue Saison verpasste und stattdessen zeitweilig für die Duisburger Oberligareserve auflief. Auch deshalb übernahm 2014 MSV-Neuzugang Steffen Bohl die Kapitänsbinde vom dienstältesten Profi des Vereins. Anschließend gelang ihm unter Gino Lettieri jedoch die Rückkehr in die erste Elf, mit der er nach einem starken Saisonendspurt mit 18 Punkten aus den letzten sieben Saisonspielen 2015 den Wiederaufstieg in die 2. Bundesliga erreichte.
In der folgenden Zweitligasaison lief Bajić erneut als Kapitän der „Zebras“ auf. Zwar spielte er mit nunmehr 36 Jahren als Innenverteidiger eine respektable Saison, konnte aber nicht entscheidend dazu beitragen, dass sich die häufig unterlegene Mannschaft von den Abstiegsrängen entfernen konnte: bis zum 33. Spieltag hatte Duisburg durchgehend einen direkten Abstiegsrang belegt und konnte sich lediglich durch eine starke Aufholjagd auf den Relegationsplatz retten. In den zusätzlichen Spielen stieg Bajić mit seiner Mannschaft dennoch gegen die Würzburger Kickers ab. Zudem wurde er im April 2016 wegen eines fahrlässigen Dopingvergehens  verwarnt.
Nach dem Abstieg der Duisburger aus der zweiten Liga gelang ihm mit dem MSV 2016/17 als Drittligameister der direkte Wiederaufstieg. Wiederum war Bajić Stammspieler und trug mit starken Defensivleistungen zu einer sehr stabilen Saisonleistung der Meidericher bei. Im Laufe der Saison wurde bekannt, dass er seinem Verein als Stand-by-Profi auch in der 2. Bundesliga zur Verfügung stehen wird. Nach vier weiteren Einsätzen in der 2. Bundesliga beendete er am Ende der Saison 2017/18 seine aktive Karriere endgültig.

### Nationalmannschaft
Branimir Bajić spielte zwischen 2004 und 2008 insgesamt 24-mal im bosnisch-herzegowinischen Nationalteam. Am 20. August 2008 lief er im Freundschaftsspiel gegen Bulgarien letztmals für sein Heimatland auf.

### Karriere als Trainer
Im Dezember 2018 stellte ihn sein Ex-Klub Duisburg als neuen „Individualtrainer“ vor. Einerseits arbeitet er mit verletzten Profis, andererseits kümmert er sich gezielt um junge Spieler des Vereins.
Im September 2020 wurde Bajić zum Co-Trainer des MSV berufen.

## Erfolge
- Teilnahme am DFB-Pokalendspiel 2011
- Aufstieg in die 2. Bundesliga 2015, 2017 (als Meister)
- Niederrheinpokalsieger: 2014, 2017